# Ешлкам
Ешлкам (њем. Eschlkam) град је у њемачкој савезној држави Баварска. Једно је од 38 општинских средишта округа Кам. Према процјени из 2010. у граду је живјело 3.489 становника. Посједује регионалну шифру (AGS) 9372124.

## Географски и демографски подаци
Ешлкам се налази у савезној држави Баварска у округу Кам. Град се налази на надморској висини од 460 метара. Површина општине износи 60,5 km². У самом граду је, према процјени из 2010. године, живјело 3.489 становника. Просјечна густина становништва износи 58 становника/km².

## Међународна сарадња
| Мјесто | Држава | Врста сарадње | Од    |
| ------ | ------ | ------------- | ----- |
|        | Чешка  | пријатељство  | 1994. |
|        | Чешка  | пријатељство  | 1994. |
| Извор  |        |               |       |